# NGC 3169
NGC 3169 es una galaxia espiral a unos 75 millones de años luz de distancia en la constelación de Sextans. Tiene la clasificación morfológica SA(s)a pec, lo que indica que se trata de una galaxia espiral pura, sin barras, con brazos fuertemente enrollados y características peculiares. Hay un brazo espiral asimétrico y un halo extendido alrededor de la galaxia. Es miembro del Grupo de galaxias NGC 3166, que es miembro de los Grupos León II, una serie de galaxias y cúmulos de galaxias que se extienden desde el borde derecho del Supercúmulo de Virgo.
Se trata de una galaxia LINER 2 que muestra una emisión extendida de rayos X en la región del núcleo. Una fuente de rayos X duros en el centro probablemente indica un núcleo galáctico activo. La población estelar en el núcleo y en un anillo con un radio angular de 6 pulgadas muestra una edad de sólo mil millones de años y, en general, es más joven que la población estelar circundante. Esto sugiere que se produjo un estallido de formación estelar en el núcleo hace aproximadamente mil millones de años.
NGC 3169 está ubicado muy cerca físicamente de NGC 3166, y los dos tienen una separación estimada de alrededor de 160 kly (50 kpc). Su interacción está creando una distorsión gravitacional que ha dejado deformado el disco de NGC 3166. Combinadas con NGC 3156, las tres galaxias forman un pequeño grupo dentro del grupo más grande Leo 1. Los tres están incrustados dentro de un anillo extendido de hidrógeno neutro centrado en NGC 3169.

## Supernovas
En 1984, se descubrió una supernova de tipo II-L en esta galaxia. Designado 1984E, el espectro de este evento en luz máxima mostró líneas de Balmer prominentes que indicaban que la explosión ocurrió dentro de una densa capa de hidrógeno que rodeaba la estrella. Este caparazón probablemente fue creado por un fuerte viento estelar de la estrella progenitora. En 2003 se descubrió una segunda supernova: SN 2003 cg (tipo Ia, mag. 14.4).